# Марвін Джон Гімейєр
Марвін Джон Гімейєр (англ. Marvin John Heemeyer; нар. 28 жовтня 1951, Каслвуд, Південна Дакота, США — пом. 4 червня 2004, Гренбі, Колорадо, США) — американський власник майстерні з ремонту автомобільних глушників і зварювальник.
Після тривалого конфлікту з владою міста та компанією цементного заводу Mountain Park з приводу території, на якій розташовувалася його майстерня, вирішив заподіяти матеріальної шкоди компанії та адміністрації міста. Для цього обладнав бульдозер Komatsu D355A-3 бронею і зруйнував 13 адміністративних будівель (у тому числі всі будинки, що належали горезвісному цементному заводу), після чого покінчив життя самогубством. Ця подія також відома в ЗМІ та інтернеті як «Війна Марвіна Гімеєра». Загальний збиток, заподіяний місту, склав близько 5 млн. доларів, заводу компанії Mountain Park – близько 2 млн доларів.

## Життєпис
Гімейєр народився 28 жовтня 1951 року на молочній фермі в місті Каслвуд, штат Південна Дакота, США. Служив на базі військово-повітряних сил Лоурі, через що у 1974 мусив переїхати до Колорадо. У 1989 році переїхав у Гранд-Лейк, штат Колорадо, за 26 км від Ґренбі. Друзі Марвіна розповідали, що у нього не було родичів у цій місцевості.
За словами Джона Баулдрі, друга Гімейєра, Марвін був приємною людиною. Кен Гімейєр розповідав, що його брат був дуже поступливим для будь-кого. Хоча багато людей описують Гімейєра як порядну людину, є й інші думки. Крісті Бейкер каже, що він погрожував її чоловікові після того, як той відмовився сплатити за ремонт несправного глушника. Згодом її чоловік сплатив 124 долари через посередника.
Гімейєр був рішучим прихильником легалізації азартних ігор і неодноразово проводив кампанії на цю тему, розповсюдивши щонайменше два випуски газети, присвячені цій проблемі. У 1994 році був запропонований захід, який би легалізував азартні ігри в Гранд-Лейк, і Марвін був завзятим агітатором за це. Один репортер розповів, що під час обговорення цього питання він ледь не побився з Гімейєром.

### Конфлікт з цементним заводом
У 1992 році Гімейєр придбав 2 акри (0,8 га) землі у Resolution Trust Corporation – федеральної агенції, створеної для управління активами збанкрутілих ощадно-позичкових асоціацій, за $42 000 для будівництва цеху з виробництва глушників. Раніше на цій ділянці розташовувався бетонний завод, в її покупці також була зацікавлена сім'я Дочефф, чию ставку на аукціоні перебив Гімейєр.
Сім'я Дочефф хотіла розширити свій бізнес, побудувавши завод з виробництва цементу і скуповувала землю навколо своєї нинішньої ділянки, сподіваючись здати в оренду решту ділянок дрібним виробникам, створивши невеликий комерційно-легкий індустріальний парк. Пізніше вони представили ці плани містобудівній комісії і повідомили, що для будівництва заводу їм потрібен дозвіл.
Містобудівна комісія також запропонувала родині Дочефф звернутися до неї з проханням викупити ділянку Гімейєра, щоб завод знаходився подалі від готелів та підприємств, розташованих на шосе неподілік. Згодом Коді Дочефф звернувся до Гімеєра з питанням, чи може він купити землю, щоб побудувати там завод. Гімейєр сказав, що продасть її за 250 000 доларів. Коді Дочефф погодився купити її за цю ціну, однак, за словами Сьюзан Дочефф, Гімейєр передумав і підвищив ціну до 375 000 доларів, а потім до угоди вартістю близько 1 мільйона доларів.
Незважаючи на те, що сім'я Дочефф не змогла отримати землю, вони продовжували реалізовувати свої плани з розширення, які включали в себе переконання громадськості в тому, що це хороша ідея. Під час кількох зустрічей у мерії висловлювалися занепокоєння щодо пилу, шуму і того, як це виглядатиме. Дочефф відповіли на ці занепокоєння, пообіцявши влаштувавши додаткові заходи проти пилу та шуму і представили мініатюри заводу зацікавленим громадянам. 9 січня 2001 року попередні плани заводу були схвалені майже одноголосно, проти залишився лише Гімеєр.
Гімейєр намагався оскаржити це рішення, стверджуючи, що будівництво блокує доступ до його магазину, чого, за словами судді, який розглядав його справу, місцевого журналіста, та людей, які перевіряли аерофотозйомку, ніколи не відбувалося. Він також поскаржився до Агентства з охорони навколишнього середовища, в результаті чого сім'я Дочефф провела професійний аналіз шуму. Гімейєр також подав низку судових позовів, всі з яких були відхилені.
За словами Патріка Бауера, під час одного з судових процесів Джо Дочефф зробив Гімейєру пропозицію: якщо він відмовиться від безпідставного позову проти них, вони нададуть йому сервітут на безкоштовне підведення каналізаційної лінії до нового бетонного заводу, а Дочефф безкоштовно побудує його. Гемайєр просто поклав слухавку.

## Атака

### Планування

Перероблений бульдозер Гімеєра Komatsu D355A-3

Зрозумівши, що рішення про будівництво заводу було остаточним, він поїхав до Каліфорнії, купив на аукціоні бульдозер і доставив його до Ґренбі. Він тримав його поза межами свого бізнесу з табличкою «Продається» і намагався виставити на аукціон, але мало хто звернув на нього увагу. Коли бульдозер не вдалося продати, він побачив у цьому знак розпочати свою місію. Він продав свою власність за 425 000 доларів (приблизно в 10 разів більше від початкової ціни) компанії The Trash Co. і взяв в оренду половину будівлі, якою раніше володів, доки не «завершить деякі справи».
Гімеєр звів стіну, щоб відокремити свій простір від решти будівлі, і змінив замки. Поки ніхто в Ґренбі його не бачив, він спокійно працював над бульдозером і жив на майданчику.
Бульдозер був модифікованим бульдозером Komatsu D355A-3, який він називав «танком МК» (або «танком Комацу Марва») в аудіозаписах, оснащеним саморобною бронею, що покривала кабіну, двигун і частини гусениць. Місцями ця броня досягала товщини понад 30 см у вигляді сталевих листів товщиною 1,5 см, з'єднаних між собою цементною подушкою. Це зробило машину непроникною для вогню зі стрілецької зброї та стійкою до вибухівки, а також захистило його від уламків розвалених будівель. Три вибухи і понад 200 боєприпасів, випущених по бульдозеру, не завдали йому жодної шкоди.
Для забезпечення видимості бульдозер був оснащений кількома відеокамерами, підключеними до двох моніторів, встановлених на приладовій панелі транспортного засобу. Камери були захищені ззовні екранами з прозорого куленепробивного лексану товщиною близько 75 мм. Для здування пилу з відеокамер були встановлені форсунки зі стисненим повітрям.
Бортові вентилятори та кондиціонер забезпечували охолодження під час руху. Він зробив три отвори для зброї, пристосовані для гвинтівки калібру .50, напівавтоматичної гвинтівки калібру .308 і гвинтівки калібру .22, кожне з яких було оснащене сталевою пластиною товщиною 1,5 см. На момент атаки в бульдозері також знаходилися три пістолети і достатня кількість їжі та води, щоб протриматися всередині тиждень.

### Перебіг подій
Близько 14:23 за місцевим часом Гімейєр розпочав атаку. Першою ціллю стала компанія Mountain Park Concrete, що належала родині Дочефф. Під час атаки на заводі був лише Коді Дочефф, який просіював верхній шар ґрунту в гравійному кар'єрі, коли він отримав повідомлення по рації, що в цеху збірних конструкцій стався вибух. Помічник шерифа намагався вистрілити в бульдозер, але безрезультатно. Коді Дочефф зачепив бульдозер навантажувачем, Гімейєр випустив у нього 13 куль калібру .50.
Зруйнувавши бетонний завод, Гімейєр повернув на Агат-авеню і попрямував на південь до міста зі швидкістю приблизно 5 миль на годину. Подія транслювалася диктором місцевого радіо, що вийшов на вулицю і транслював подію в прямому ефірі.
Гімейєр встановив дві гвинтівки у вогневі отвори на внутрішній стороні бульдозера і випустив п'ятнадцять куль по силових трансформаторах і резервуарах з пропаном, намагаючись їх підірвати, але безрезультатно.
Пізніше Гімейєр вистрілив у двох офіцерів патрульної служби, перш ніж вони відкрили вогонь у відповідь. Департамент шерифа також зазначив, що в одинадцяти з тринадцяти будівель, які знищив бульдозером Гімейєр , за короткий час до того були люди. Так, у міській бібліотеці, яка знаходилася в підвалі ратуші, на момент початку інциденту якраз проходила дитяча програма. В якості запобіжного західу, шість пацієнтів медичного центру були евакуйовані.
Один з офіцерів кинув світлошумову гранату у вихлопну трубу бульдозера, але без видимого ефекту. Місцевий і державний патруль, включаючи спецназ, ходив позаду і поруч з бульдозером, час від часу відкриваючи вогонь, але броньований бульдозер був невразливий для їхніх пострілів. Спроби вивести з ладу камери бульдозера пострілами не увінчалися успіхом, оскільки кулі не змогли пробити куленепробивний пластик. У якийсь момент помічник шерифа Гленн Трейнор заліз на бульдозер і проїхався на ньому, намагаючись знайти спосіб влучити кулею всередину, однак був змушений зістрибнути, щоб уникнути удару уламками.
Черговою ціллю став банк «Liberty», де він, очевидно, цілився прямо в кутовий офіс, де працювала жінка, яка входила до ради з районування.
Місцева влада і поліція штату Колорадо побоювалися, що у них закінчиться вогнева міць, оскільки близько 200 пострілів, випущених поліцією до цього моменту, були неефективними, і що Гімейєр незабаром змістить фокус своє атаки на цивільне населення. Губернатор Білл Оуенс нібито розглядав можливість дозволити Національній гвардії використовувати для знищення бульдозера бойовий вертоліт Apache, оснащений ракетою Hellfire, або пожежну команду з двох чоловік, оснащену протитанковою ракетою Javelin. В 2011 році штаб губернатора Оуенса рішуче заперечував, що розглядав такий варіант дій. Члени патруля штату, однак, стверджують, що навпаки, губернатор розглядав можливість атаки, але в кінцевому підсумку вирішив відмовитися від неї через те, що потенційні супутні збитки від ракетного удару в центрі Ґренбі були б значно більшими, ніж ті, які міг завдати Гімейєр своїм бульдозером.
Зрештою Гімейєр опинився в пастці в підвалі будівельного магазину «Ґемблз», який належав одному з членів міської ради.
Під час руйнування будівельної крамниці радіатор бульдозера був пошкоджений, а з двигуна витікали різні рідини. Двигун бульдозера вийшов з ладу і Гімейєр провалився в підвал магазину і не зміг вибратися звідти. Приблизно через хвилину, о 16:30 за місцевим часом, один з членів спецпідрозділу, який оточив машину, повідомив, що почув одиночний постріл з кабіни. Пізніше було встановлено, що Гімейєр вистрілив собі в голову з пістолета калібру .357.
Поліція спочатку застосувала вибухівку, намагаючись зняти сталеві пластини і побоюючись мін-пасток, але після того, як третій вибух не вдався, вони прорізали їх оксиацетиленовим різаком. Директор управління з надзвичайних ситуацій округу Гранд Джим Голахан заявив, що влада змогла отримати доступ і вивезти тіло Гімейєра о 2 годині ночі наступного дня, 5 червня.

### Наслідки
Разом з ратушею було знищено багато міських документів та архівів. Захисники Гімейєра заявляли, що він наголошував на тому, що не хотів нікого зачепити під час свого бульдозерного безчинства. Ян Догерті, власник пекарні, сказав, що Гімейєр «зійшов зі свого шляху», щоб нікому не завдати шкоди. Коді Дочефф заявив, що «якби Гімейєр справді не хотів нікому завдати шкоди, він би зруйнував центр міста у вихідні, коли більшість підприємств були б порожні». У департаменті шерифа заявили, що той факт, що ніхто не постраждав, пояснюється не стільки добрими намірами Гімеєра, скільки простим везінням.
19 квітня 2005 року місто оголосило про плани здати на металобрухт бульдозер Гімейєра. План передбачав розпорошення окремих частин по багатьох окремих пунктах прийому металобрухту, щоб запобігти розкраданню його на сувеніри.
Загальний збиток, заподіяний місту, склав близько 5 млн. доларів, заводу компанії Mountain Park – близько 2 млн доларів.

## Мотивація
Під час обшуку будинку Гімейєра на його комп'ютері знайшли креслення бульдозера. На додаток до записів, які він залишив на стіні свого сараю, Гімейєр записав три аудіокасети, що пояснюють його мотивацію для нападу. Касети містили по два окремі записи на кожній стороні, загалом шість записів. Він відправив їх поштою своєму братові в Південну Дакоту незадовго до того, як сів у бульдозер.
Брат Гімейєра передав плівки Федеральному бюро розслідувань, яке, в свою чергу, надіслало їх до департаменту шерифа округу Ґранд. Загальна тривалість плівок близько 2,5 годин. Перший запис було зроблено 13 квітня 2004 року, останній – 22 травня, за тринадцять днів до атаки.
«Бог створив мене для цієї роботи», – казав Гімейєр на першому записі. Він також сказав, що це був божий план, щоб він не був одружений і не мав сім'ї, щоб бути в змозі здійснити такий напад. «Я думаю, що Бог благословить мене на те, щоб я зміг зібрати машину, керувати нею і робити те, що я повинен робити», – сказав він. «Бог заздалегідь благословив мене на завдання, яке я збираюся виконати. Це мій обов'язок. Бог попросив мене про це. Це хрест, який я буду нести, і я несу його в ім'я Бога».
Пізніше слідчі знайшли власноручно написаний Гімейєром список із 107 осіб, які, на його думку, заподіяли йому шкоду. Сім'я Дочефф була на чолі списку. Список також включав місцеву католицьку церкву (яку він не пошкодив), різні будівлі, компанії, суддів, політиків, редакторів газет і всіх, хто виступав проти нього в минулих суперечках.
Записки, знайдені слідчими після інциденту, вказують на те, що основним мотивом для розгулу бульдозера був його план зупинити будівництво бетонного заводу біля його магазину. Ці записки вказували на те, що він затаїв образу через затвердження плану будівництва заводу. «Я завжди був готовий бути розумним, доки не довелося бути нерозумним», – писав він. «Іноді розумним людям доводиться робити нерозумні речі».

## Цікаві факти
В березні 2008 року протестувальники проти незаконної забудови на території Жовтневої лікарні міста Києва вдерлися на будмайданчик, та збудували символічний пам'ятник Марвіну Гімеєру — людині, що боролася проти системи до кінця.

## У культурі
- «Хода» — американський документальний фільм 2019 року режисера Пола Солета про Марвіна Гімеєра.
- «Bull-DoZeR» — пісня українського хардкор-гурту «SkinHate», присвячена Гімеєру.
- «Killdozer» — пісня австралійського музиканта Кіма Дракули.
- «Tale of Marvin Heemeyer» – пісня Івано-Франківського стонер-гурту «Red eyed Hyena».
- «Killdozer» – пісня швейцарського треш-метал гурту «Xonor»
- «Endless Grind» – пісня київського дез-грув метал гурту «Herzranheit», присвячена Марвіну Гімеєру.